# 思勉人文高等研究院
华东师范大学思勉人文高等研究院，简称思勉高研院，是华东师范大学下属的人文与社会科学研究机构，以中国著名史学家吕思勉先生名字命名。

## 概况
该院致力于推动人文学科的融合发展，2013年起实行“研究员（Fellow）”制度。2009年6月，与美国康奈尔大学合作成立了“华东师范大学-康奈尔大学比较人文研究中心”；2012年又与加拿大不列颠哥伦比亚大学共同成立了“现代中国与世界联合研究中心”，该中心同时在两个大学挂牌并展开研究，中方主任由许纪霖教授担任。

## 知名研究员
- 张济顺：华东师范大学历史学教授、博士生导师，主要研究领域为中国近现代史、上海社会史。
- 许纪霖：华东师范大学历史系中国近现代思想史博士生导师，思勉人文高等研究院常务副院长。
- 杨奎松：华东师范大学教授、博士生导师，研究方向为中华民国史、中华人民共和国史。
- 沈志华：华东师范大学历史系终身教授，北京大学兼职教授，美国威尔逊国际学者中心历史与公共政策项目高级研究员。
- 茅海建：华东师范大学历史系教授。

### 访问教授与讲座教授
- 陈嘉映：首都师范大学哲学学院教授，华东师范大学紫江讲座教授。